# 盖萨
盖萨（德語：Geisa，發音：[ˈɡaɪza] ⓘ）是德国图林根州瓦特堡县的城市，面积71.94平方千米，2023年12月31日人口为4,807人。